# Port lotniczy Quimper-Cornouaille
Port lotniczy Quimper – Cornouaille (IATA: UIP, ICAO: LFRQ) – port lotniczy położony 5,5 km na południowy zachód od Quimper, w miejscowości Pluguffan, w regionie Bretania, we Francji.

## Linie lotnicze i połączenia
Obecnie brak regularnych połączeń 